# Sarcophaga pulla
Sarcophaga pulla är en tvåvingeart som beskrevs av Aldrich 1916. Sarcophaga pulla ingår i släktet Sarcophaga och familjen köttflugor. Inga underarter finns listade i Catalogue of Life.